# 哈通奧爾科山 (瓊比維卡省)
14°31′10″S 71°48′6″W / 14.51944°S 71.80167°W
哈通奧爾科山（Hatun Urqu），是秘魯的山峰，位於該國南部庫斯科大區的瓊比維卡省，屬於安第斯山脈的一部分，該山峰的海拔高度為4,400米。